# Chris Kalkman
Christiaan „Chris“ Kalkman (* 6. September 1887 in Nieuwersluis; † 3. Mai 1950 in Poortugaal) war ein niederländischer Radrennfahrer und nationaler Meister im Radsport.

## Sportliche Laufbahn
Kalkman war im Straßenradsport aktiv. 1909 gewann er die erste Austragung der Olympia’s Tour vor Gerard van Staveren mit einem Etappensieg. Ebenfalls 1909 siegte er in der nationalen Meisterschaft im Straßenrennen der Amateure. Diesen Titel gewann er 1914 erneut bei den Profis. Die Meisterschaftsrennen waren von 1888 bis 1926 für alle Kategorien offen. 1909 war Kalkman Amateur, bei seinem zweiten Sieg 1914 Berufsfahrer. 
Von 1912 bis 1918 startete er als Berufsfahrer.